# Antonio Ballista
Antonio Ballista (Milano, 30 marzo 1936) è un pianista italiano.

## Biografia
Ha studiato al Conservatorio "G.Verdi" di Milano nella classe di Enzo Calace ed Antonio Beltrami.
Il sodalizio col pianista Bruno Canino, compagno di corso nella stessa classe di Calace, col quale ha festeggiato nel 2004 i 50 anni di attività, è stato uno dei più fecondi della storia musicale italiana del secondo novecento. Piero Rattalino ha scritto «oltre ai sentieri battuti, Canino e Ballista hanno percorso anche i sentieri dei rovi, rimanendo per cinquant'anni fedeli a uno stile di vita artistica fatto di serietà e di understatement, di impegno su tutto e di curiosità per tutto, di indipendenza della mente e di slancio del cuore». Per il duo hanno scritto compositori come Berio, Stockhausen, Panni, Ligeti, Bussotti, Donatoni, Castaldi, Battiato e molti altri, rendendolo un punto di riferimento per le avanguardie nazionali e internazionali. Il duo è stato il primo in Italia a eseguire le trascrizioni per due pianoforti, anche d'autore (La sagra della primavera di Igor' Fëdorovič Stravinskij, la nona Sinfonia di Beethoven di Franz Liszt) che sono rimaste nel repertorio dei loro concerti.
Per la sua attenzione al repertorio vocale da camera, Antonio Ballista è uno dei più apprezzati accompagnatori di cantanti in Italia. Ha accompagnato in recital memorabili Anna Caterina Antonacci, Monica Bacelli, Cathy Berberian, Phyllis Bryn- Julson, Luisa Castellani, Gloria Davy, Kim Kriswell, Sarah Leonard, Anna Moffo, Susanna Rigacci, Alide Maria Salvetta, Luciana Serra, Lucia Valentini Terrani e ha lavorato continuativamente con Gemma Bertagnolli, Gotthand Bonell, Alda Caiello, Laura Cherici, Marcello Nardis e Lorna Windsor.
Col soprano Alide Maria Salvetta ha formato un duo per molti anni, proponendo dei recital-spettacolo fuori dell'ordinario, visitando brani dimenticati e insoliti, ed essendo anche in questo caso punto di riferimento per compositori.
Dopo la scomparsa di Alide Maria Salvetta, Antonio Ballista ha trovato nel tenore Massimo Crispi un versatile partner di "giochi musicali" e insieme formano il duo "Enfants Terribles", producendo programmi tematici eccentrici e spettacolari, con assemblaggi irriverenti e affettuosi dei repertori più disparati, in una sorta di meta-postmodernismo.
Antonio Ballista è anche la "spalla musicale" di attori come Paolo Poli, per più di trent'anni (Soirée Satie, Favole), e poi di Milena Vukotic e Toni Servillo. È stato attore egli stesso in piccoli cammei in film di Franco Battiato.
Nella ricerca di un ensemble musicale che gli consentisse di proporre le musiche più degne di nota del Novecento storico, Ballista ha fondato il gruppo "900eOltre", formato da eccellenti solisti, con esecuzioni all'insegna della poesia e della fantasia.
Tra le sue interpretazioni discografiche più interessanti ed apprezzate, la produzione pianistica di Gioachino Rossini (Un petit train de plaisir, Petit caprice (style Offenbach), Marche et réminiscences de mon dernier voyage), i Ragtime di Scott Joplin, le Folk Songs di Berio.